# سيباستين باوتشر
سيباستين باوتشر هو لاعب كرة قاعدة كندي، ولد في 19 أكتوبر 1981 في غاتينو في كندا.

## وصلات خارجية
- سيباستين باوتشر على موقع دوري كرة القاعدة الرئيسي (الإنجليزية)
- سيباستين باوتشر على موقعبيزبول رفرنس.كوم (الدوري الثانوي) (الإنجليزية)
- سيباستين باوتشر على موقع إي إس بي إن.كوم (أم.أل.بي) (الإنجليزية)